# 贝斯塔瓦里佩塔
贝斯塔瓦里佩塔（Bestavaripeta），是印度安得拉邦Prakasam县的一个城镇。总人口6496（2001年）。

## 人口
该地2001年总人口6496人，其中男性3424人，女性3072人；0—6岁人口694人，其中男370人，女324人；识字率69.55%，其中男性为80.11%，女性为57.78%。